# Resolutie 247 Veiligheidsraad Verenigde Naties
Resolutie 247 van de Veiligheidsraad van de Verenigde Naties was een resolutie die door de leden van de
VN-Veiligheidsraad unaniem werd aangenomen in 1968. Dat gebeurde op de 1398ste vergadering van de Raad op 18 maart.

## Achtergrond
In 1964 hadden de VN de UNFICYP-vredesmacht op Cyprus gestationeerd na het geweld tussen de twee bevolkingsgroepen op het eiland. Deze was tien jaar later nog steeds aanwezig toen er opnieuw geweld uitbrak nadat Griekenland een staatsgreep probeerde te plegen en Turkije het noorden van het eiland bezette.

## Inhoud
De Veiligheidsraad merkte op dat secretaris-generaal U Thant in zijn rapport een vredesmacht nog steeds noodzakelijk vond.
De Veiligheidsraad merkte ook op dat de regering van Cyprus de VN-vredesmacht noodzakelijk vond.
De Veiligheidsraad bevestigde de resoluties 186, 187, 192, 194, 198, 201, 206, 207, 219, 220, 222, 231 en 244. Ook bevestigde de Veiligheidsraad de consensus die was uitgedrukt door de president van de 1383ste vergadering, op 24 november 1967;
De Veiligheidsraad riep betrokken partijen op om terughoudend te handelen, naar de resoluties van de VN-veiligheidsraad.
De Veiligheidsraad verlengde de aanwezigheid van VN-vredestroepen in Cyprus, resolutie 186 (1964), met drie maanden. Het mandaat eindigde nu op 26 juni 1968.

## Verwante resoluties
- Resolutie 254 Veiligheidsraad Verenigde Naties
- Resolutie 264 Veiligheidsraad Verenigde Naties

Lijst ·  245 ·  246 ·  247 ·  248 ·  249 ·  250 ·  251 ·  252 ·  253 ·  254 ·  255 ·  256 ·  257 ·  258 ·  259 ·  260 ·  261 ·  262